# Podgora Krapinska
Podgora Krapinska falu Horvátországban Krapina-Zagorje megyében. Közigazgatásilag Krapina községhez tartozik.

## Fekvése
Krapina központjától 2 km-re északra, a város határában fekszik.

## Története
A falunak 1857-ben 114, 1910-ben 128 lakosa volt. Trianonig Varasd vármegye Krapinai járásához tartozott. 2001-ben a falunak 521 lakosa volt. A településen August Cesarec nevét viselő alapiskola működik.

## Nevezetességei
Itt találhatók a ŽRK Zagorec, NK Zagorec és TK Zagorec sportegyesületek pályái.

## Külső hivatkozások
Krapina város hivatalos oldala